# N'Gaous
N'Gaous, Nicives à l'époque antique, est une commune de la wilaya de Batna, en Algérie, située à 31 km au nord-est de Barika et à 80 km environ à l'ouest de Batna.

## Toponymie
- Anciennement appelée Nicives[2], selon Gsell, et désigne la population  qui vivait à cet endroit.
- Nicives, selon Pline.
- Necaus ou Nicosium ou Nicivibus ou Nicius ou Castra à l'époque romaine.
- Nakaous, selon Ibn Hawqal.
- Nigaous, selon Al Bakri
- Nicaous, selon Al Idrissi.
- Ptolémée l'a décrite et la transcrite en caractère grec ancien.
- On retrouve aussi M'gaous.
- Nippis, selon Yves Modéran

## Géographie

### Relief
La ville de N'Gaous se situe dans une région montagneuse, à 770 m d'altitude, proche du massif montagneux de Belezma.

### Situation
Le territoire de la commune de N'Gaous est situé au centre de la wilaya de Batna.
| Gosbat  | Ras El Aioun | Ouled Si Slimane |
| Gosbat  | N'Gaous      | Ouled Si Slimane |
| Djezzar | Boumagueur   | Boumagueur       |

### Transports
La commune abrite deux gares routières, la nouvelle est mise en service depuis le 20 octobre 2010.

### Localités de la commune
La commune de N'Gaous est composée de quatorze localités :
- Béni Ifrène
- Gherarda
- Lebrakta
- Leghbèche
- Lemdabisse
- Mengoussa Nord
- N'Gaous
- N'Gaous Centre
- Ouled Menaa
- Ouled R'Hab
- Ouled Messaoud
- Ouled Ali M'Hamed
- Ouled Belhadi
- Ouled Nouail

## Histoire

### Préhistoire et Antiquité
Des traces de huttes préhistoriques de quelques mètres de diamètre ont été découvertes à N'Gaous. Des vestiges acheuléens y ont été signalés
À l'époque romaine, la ville fut un centre urbain de la tribu des Nicives qui sont des Gétules, s'appelle Niciuibus. Plusieurs stèles antiques y ont été retrouvées par les archéologues (Molchornor, « sacrifice d'un agneau » ou stèles de Saturne d'Afrique avec mention d'un sacrifice spécifique).
Deux évêques y sont attestés au Ve siècle : en 411 et en 484 ; un siècle plus tard, en 581, un certain Colombus est « évêque de l'église de Nicivibus » (episcopus ecclesiae Nicivensis). À 14 kilomètres au nord de la ville, sur le site archéologique de Henchir Akhrib, ont été retrouvées les ruines d'une chapelle chrétienne.

### Période islamique
Au Moyen Âge, la région est peuplée par les tribus Amazigh chaouis (Banou Ifren, les Ouled Soltane, les Ouled Soufiane, les Ouled Fatma). Les Banou Ifren habitent la ville de N'Gaous et ont des parcelles de terres aux alentours pour la culture du blé, de l'orge et de l'abricot. Au Xe siècle, en 947, Abu Yezid (l'homme à l'âne) des Banou Ifren s'est réfugié à N'Gaous pour combattre les Fatimides avant d'aller à Belezma son dernier refuge avant sa mort.
La ville est prise par les Hammadides, Al Nasir nommera un gouverneur pour N'Gaous de 1062 à 1088. À l'arrivée des tribus hilaliennes ou les Riahs au XIe siècle, la région est dominée par eux jusqu'à la conquête française. Plusieurs Cheikhs et chefs de tribus vont influencer la région des Aurès par leurs savoirs. Parmi les Riahs célèbres, Yacoub Ibn Ali, fut un ami d'Ibn Khaldoun. Son père aussi a  été un savant, versé dans les sciences religieuses.
À l'époque des Almoravides, Ibn Rania se réfugie à N'Gaous, puis il se sauve vers le Zab à l'approche des souverains Almohades. N'Gaous devient par la suite le théâtre d'affrontement entre les deux dynasties : les Hafsides et les Zianides.
Pendant l'ère musulmane, les deux mosquées célèbres, Sidi Kassam ben Djennan et les Sept dormants ont  été construites par  Sidi Kessam. La première date du début du XVIIe siècle. Cette mosquée est un vestige national. Sidi Kacem fut un marabout (saint) très respecté par les habitants de la ville, il est venu de la Hodna et fut enterré en 1628 près de la mosquée.
Léon l'Africain décrit les terres fertiles de N'Gaous. Les fruits de cette ville étaient les meilleurs du Royaume de Tunis. Les habitants  de N'Gaous disent que c'est la ville des cent et une fontaines.

### Période ottomane
Marmol déclare que les Ottomans ont déchu les habitants de la ville ce qui a emmené une dégradation de la ville. La mère d'Ahmed Bey est enterrée à N'Gaous. Ahmed Bey s'est réfugié dans cette ville lorsqu'il était traqué par l'Armée française.

### Période de la colonisation française
L'armée française prend la ville et les Aurès[Quand ?]. Les Ouled Sotane vont se soulever avec d'autres tribus, mais l'Armée française arrête les meneurs. Une révolte en 1916 des tribus a été lancée à partir de la mosquée de N'Gaous, mais l'armée française a mis en échec cette rébellion.

## Population
La population de N'Gaous était principalement constituée de membres des Ouled Rehab et des Banou Ifren[Qui ?] [réf. nécessaire].

### Pyramide des âges
| Hommes | Classe d’âge | Femmes |
| ------ | ------------ | ------ |
| 0,45   | 80 ans et +  | 0,55   |
| 1,24   | 70 à 79 ans  | 1,3    |
| 1,73   | 60 à 69 ans  | 1,68   |
| 3,86   | 50 à 59 ans  | 3,43   |
| 5,69   | 40 à 44 ans  | 5,92   |
| 6,53   | 30 à 39 ans  | 6,92   |
| 11,4   | 20 à 29 ans  | 10,21  |
| 11,39  | 10 à 19 ans  | 10,71  |
| 8,79   | 0 à 9 ans    | 8,16   |
| 0,00   | nd           | 0,02   |

| Hommes | Classe d’âge | Femmes |
| ------ | ------------ | ------ |
| 0,49   | 80 ans et +  | 0,48   |
| 1,21   | 70 à 79 ans  | 1,23   |
| 1,77   | 60 à 69 ans  | 1,8    |
| 3,43   | 50 à 59 ans  | 3,37   |
| 5,04   | 40 à 49 ans  | 5,25   |
| 6,80   | 30 à 39 ans  | 6,88   |
| 10,74  | 20 à 29 ans  | 10,39  |
| 11,29  | 10 à 19 ans  | 10,84  |
| 9,69   | 0 à 9 ans    | 9,25   |
| 0,02   | nd           | 0,03   |

### Évolution démographique
| 1987   | 1998   | 2008   |
| ------ | ------ | ------ |
| 15 100 | 25 700 | 29 504 |

## Économie

Étiquette de la boisson N'Gaous

La culture de l'abricot est la principale ressource économique de la région de N’Gaous. Une unité de transformation des fruits et de production d'eaux fruitées, de boissons et conserves est installée dans la commune depuis 1980 implantée sur un terrain de 6 hectares. Les produits agroalimentaires issus de l'unité de N'Gaous du groupe ENAJUC, desservent le marché national algérien et mondial notamment vers la France, l'Angleterre et le Canada. L'usine de production a obtenu la certification du système de management ISO 9001, version 2000.

## Vie quotidienne

### Sport
Football, l'équipe CRBN'Gaous, le club joue en division honneur de l'est de l'Algérie.

## Patrimoine

### Fêtes et festivals
La fête annuelle de l'abricot est une fête locale qui dure trois jours et qui commence avec le lancement de la campagne de récolte (aux alentours de la troisième semaine de juin). Cet évènement réunit des producteurs d'abricots de toutes les communes nord-ouest de la wilaya de Batna, qui exposent leurs produits et leurs études sur les abricots (maladies, amélioration de la qualité du fruit...).

### Cultes
La mosquée des «Sept dormants» date du XIe siècle et abrite la tombe des Sept dormants où selon la légende locale, sept jeunes hommes disparus mystérieusement ont plongé dans un profond sommeil; et également la tombe de Rokia, la mère d'Ahmed Bey, morte le 21 avril 1844 à N’Gaous.

### Légende
Lounis Mahfoud rapporte la tradition orale de la légende des Sept dormants; les faits se passent au temps de l'empereur Dioclétien, et se déroulent comme celle rapportée par la légende des sept Dormants d'Éphèse. D'après cette légende, la ville de N'Gaous fut édifiée au moment où le roi décrète de construire un monument près de la caverne.

## Personnalités liées à la commune
- Mériem Bouatoura, combattante indépendantiste de la guerre d'Algérie, originaire de N'Gaous.
- Houamel Abdelkhader, artiste-peintre, révolutionnaire, né à N'Gaous.
- Salima Souakri, judoka, catégorie 52 kg, sa famille est originaire de la ville.
- Amraoui Hassane, artiste-peintre, né à Tifrent, N'Gaous.
- Nadi Bouguechal, est un artiste peintre né le 22 février 1971 à N’Gaous[28]
- Djahida Houadef, artiste peintre.
- Linda Bougherara, artiste peintre , native d'Alger , mais a vécu à N’Gaous, là où elle a peint ses premières toiles[29]
- Abdelmalek Boudiaf , ministre de la santé dans le gouvernement algérien en 2013.
- Omar Belhouchet, directeur du quotidien El Watan
- Ziad Bounab journaliste à la télévision algérienne à la retraite.